# Rockbitch
Rockbitch és un grup de heavy metal de Gran Bretanya. Gairebé tots els seus integrants són dones. Són conegudes perquè actuen nues i incorporen el sexe en les seves actuacions. Les seves integrants viuen en una comuna a França, on hi propugnen la llibertat sexual (aquesta comuna està oberta, segons expressen, a qui vulgui passar-hi). Actualment no fan cap gira, degut a la cancel·lació de diversos dels seus concerts per part de les autoritats a Europa de l'Est així com al Regne Unit i a diverses amenaces rebudes per part de grups ultrarreligiosos al llarg de la seva darrera gira.

## Els Premis Condó
En el seu afany per demostrar amb fets la seva filosofia de llibertat sexual total, Rockbitch van iniciar un concurs en directe per tal de millorar la participació del públic. En cada concert, Babe llençava un Condó Daurat a l'audiència. Aquell qui l'agafava, tenia el privilegi d'anar al camerino amb Luci la Guarra durant una cançó per a "fer marranades" (aquest premi es donava durant les actuacions en directe). De vegades es llençaven diversos condons. Això no era cap obstacle perquè les Rockbitch escollisin directament algun col·laborador del públic per a pujar-lo a l'escenari o endur-se'l al camerino.
D'altra banda, la banda té un concurs mensual en curs, el premi del Condó Platí, consistent en passar una nit a la comuna amb la Luci, la Nikki i la Babe. El concurs és obert a homes i dones de tota condició física i per tal de participar-hi només cal ser major de 18 anys i enviar un correu electrònic a l'adreça rockbitch@msn.com indicant-hi en nom, gènere, codi postal, número de telèfon i adreça de correu.

## Membres

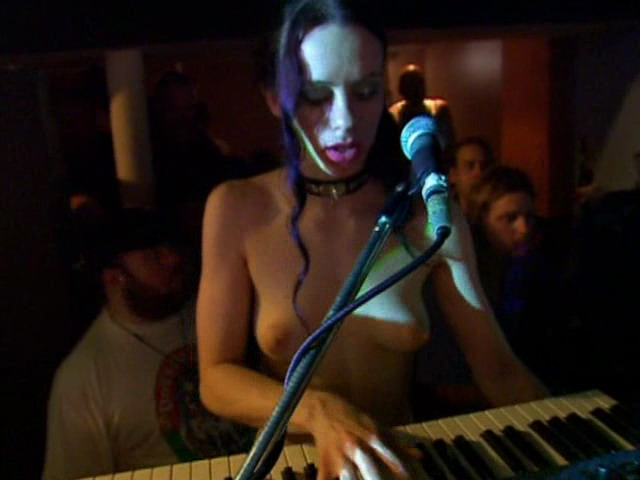
Nikki

Rockbitch es va formar a partir de les restes del grup Red Abyss. La llista d'integrants apareix als seus treballs sota l'apel·latiu "The Bitches:" (Les Meuques)
- Julie: Veu, Sacerdotesa del Cult Guerrer
- Luci: Guitarra, Guarra d'Escenari
- Amanda: Baixista, La Meuca
- Nikki: Piano, Flauta, Nimfòmania
- Jo: Bateria, Lesbiana Depredadora Agressiva
- Babe: Guitarra Principal, Corus, Webmistress (administradora de la plana web)
- Beast (home): Guitarra a Motor Driven Bimbo i productor d'ambdós discos d'estudi.

## Discografia
- Rockbitch Live In Amsterdam (1997)
- Bitchcraft (video d'un concert, 1998)
- Motor Driven Bimbo (1999)
- The Bitch'O'Clock news (Concert/documental DVD, 2002)
- Best of Rockbitch
- Psychic Attack (2004)